# Lepthyphantes linzhiensis
Lepthyphantes linzhiensis är en spindelart som beskrevs av Hu 200. Lepthyphantes linzhiensis ingår i släktet Lepthyphantes och familjen täckvävarspindlar. Inga underarter finns listade i Catalogue of Life.